# Liste des bourgmestres de Molenbeek-Saint-Jean

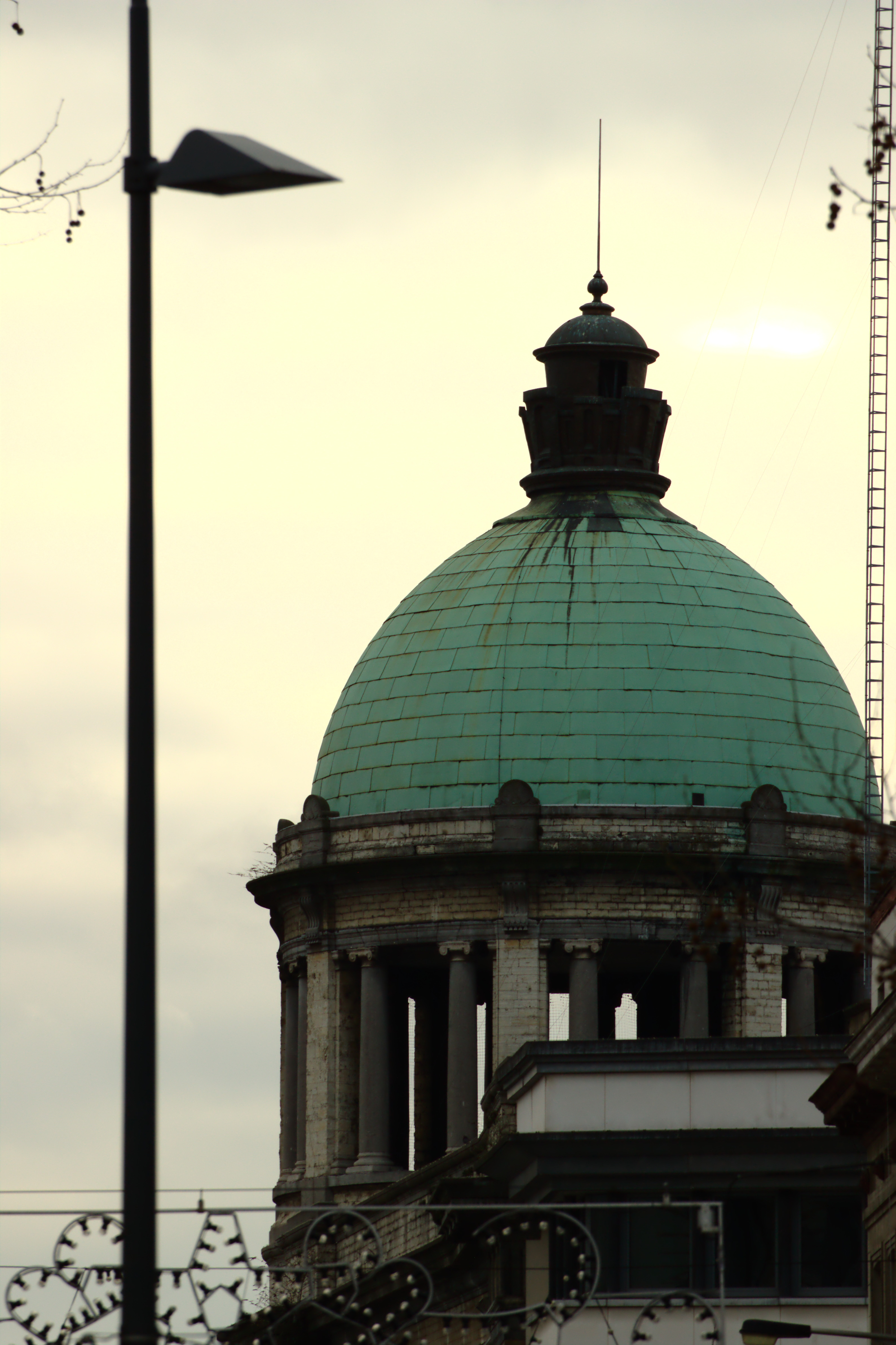
Coupole maison communale de Molenbeek-Saint-Jean

Liste des bourgmestres de la commune de Molenbeek-Saint-Jean (Région de Bruxelles-Capitale).
Sous le régime napoléonien, François-Simon van der Dussen de Kestergat (nl) était maire puis bourgmestre de Molenbeek et président de la Commission des Hospices. 
Sous le régime hollandais, en 1830 Théodore Prévinaire, fabricant d'indiennes passe la main en septembre 1830 au début de la révolution belge de 1830 à la suite de l'incendie de ses usines.
- 1830-1836 : Charles de Roy a remplacé van der Dussen de Kestergat (fils du maire) à la tête de la commune.
- 1836-1842 : Pierre-Joseph Meeûs-Vander Maelen, ancien bourgmestre de Neder-over-Heembeek entre 1829 et 1832 et greffier de la Cour des comptes (Belgique) de 1831 à 1836, décoré de la Croix de fer (Belgique).
- 1843-1848 : A. Vanderkindere
- 1848-1860 : H.J.L. Stevens
- 1861-1863 : J.B. De Bauche
- 1864-1875 : L.A. De Cock
- 1876-1878 : G. Mommaerts
- 1879-1911 : Henri Hollevoet (libéral)
- 1912-1914 : J. Hanssens
- 1914-1938 : Louis Mettewie (libéral)
- 1939-1978 : Edmond Machtens (PSB)
- 1979-1988 : Marcel Piccart (PS puis FDF)
- 1989-1992 : Léon Spiegels (PRL)
- 1992-2012 : Philippe Moureaux (PS)
- 2012-2018 : Françoise Schepmans (MR)
- 2018- : Catherine Moureaux (PS)